# 4-Oxalocrotonattautomerase
4-Oxalocrotonattautomerase (EC 5.3.2.-4-OT) er et enzym, der omdanner 2-hydroxymuconat til den αβ-umættede keton, 2-oxo-3-hexendioat. Dette enzym udgør en del af en bakteriel stofskiftevej, der oxidativt kataboliserer toluen, p-xylen, 3-ethyltoluen og 1,2,4-trimethylbenzen til intermediater i citronsyrecyklussen. Med en monomer størrelse på blot 62 aminosyrerester har 4-oxalocrotonattautomerase en af de mindste enzymunderenheder, der kendes. I opløsning danner enzymet dog en hexamer af seks identiske underenheder, så det aktive site kan dannes af aminosyrerester fra flere underenheder. Dette enzym er også usædvanligt, idet det bruger en prolinrest ved aminoterminalen som en rest i det aktive site.